# Балинское
Балинское — деревня в Катайском районе Курганской области. Входит в состав Улугушского сельсовета.

## История
До 1917 года в составе Петропавловской волости Шадринского уезда Пермской губернии. По данным на 1926 год состояла из 302 хозяйств. В административном отношении являлась центром Балинского сельсовета Катайского района Шадринского округа Уральской области.

## Население
| 1989 | 2002 | 2010 |
| ---- | ---- | ---- |
| 134  | ↘111 | ↘49  |

По данным переписи 1926 года в деревне проживало 1415 человек (656 мужчин и 759 женщин), в том числе: русские составляли 100 % населения.